# MI 09
Le MI 09 (matériel d'interconnexion commandé en 2009) est un matériel automoteur à deux niveaux de type X'Trapolis Duplex, dérivé du MI 2N Altéo, que la Régie autonome des transports parisiens (RATP) a commandé en 2009 pour remplacer les MI 84 sur la ligne A du réseau express régional d'Île-de-France (RER). La première rame de présérie a été livrée fin 2010 pour une campagne de tests ; la mise en service commercial du nouveau matériel, prévue pour l'automne 2011 a eu lieu le 5 décembre 2011 à La Défense, en présence de Nicolas Sarkozy.
Ce matériel a remplacé, sur cette ligne A, les matériels MS 61 dont la dernière circulation a eu lieu le 16 avril 2016 et les MI 84 qui ne circulent plus sur la ligne depuis le 24 février 2017.
Le 30 mars 2017, l'usine Alstom de Valenciennes (Petite-Forêt) célèbre la 140e et dernière rame MI 09 sortant de ce site.

## Histoire

### La désaturation du RER A: une question politique
En 2008, constatant des dysfonctionnements réguliers entrainant des retards fréquents, ainsi qu'une fréquentation sans cesse en augmentation, le sujet de la ligne A du RER se déplace sur le terrain politique.
Le 11 avril 2008, la RATP met en vigueur de nouvelles mesures destinées à mieux prévenir les éventuels incidents d'exploitation qui pourraient survenir.
Le 19 mai 2008, faisant suite aux solutions proposées par la RATP, les élus UMP au conseil régional d'Île-de-France demandent au président de la région, Jean-Paul Huchon, de « dégager des moyens financiers nécessaires afin de résoudre les problèmes de saturation ». Ils estiment que le syndicat des transports d'Île-de-France (STIF) doit « soutenir financièrement les propositions de désengorgement du RER A », consistant à généraliser les rames à deux niveaux.
Le mardi 20 mai, Nicolas Sarkozy, alors président de la République, assure lors d'un discours sur l'environnement à Orléans que l'État prendrait en main le dossier de la modernisation de la ligne du RER A si les « oppositions stériles » et les « querelles politiciennes locales » retardaient les investissements nécessaires. « Si l'État doit reprendre la main, l'État la reprendra », a alors menacé le président de la République.
Jean-Paul Huchon lui répond alors en qualifiant de « manœuvre politicienne » les déclarations du chef de l'État. Dans un communiqué, il déclare ne pouvoir « accepter d'être mis en cause par le président de la République au motif que la décentralisation serait génératrice d'immobilisme » rappelant que l'État est « le seul actionnaire de la RATP » qui exploite cette ligne.
Le mardi 27 mai 2008, Nicolas Sarkozy a annoncé sur la station de radio RTL que la RATP mettrait entre 250 et 300 millions d'euros pour la modernisation de la ligne RER A. « Nous avons décidé que la RATP mettrait la moitié du financement de la modernisation du RER A », a expliqué Nicolas Sarkozy sur RTL, qui a annoncé une enveloppe publique « entre 250 et 300 millions » sur un montant total « de 500 millions ». « Je demande au Syndicat du transport parisien  de faire sa part du travail et de mettre l'autre moitié pour que les travaux de modernisation commencent tout de suite, qu'on commande les nouvelles rames et que d'ici à 12 ans l'ensemble des passagers puissent en bénéficier ».
Le même jour, Jean-Paul Huchon, répond à Nicolas Sarkozy en annonçant que le STIF financera bien la moitié de la modernisation du RER A. Interrogé sur RTL, Jean-Paul Huchon, indique alors : « Bien entendu le STIF, les collectivités locales, la Région mettront leur part à 50/50 comme nous le mettons de manière générale sur les transports ». « Je suis bien content que l'État, principal et unique actionnaire de la RATP et de la SNCF, fasse son devoir d'actionnaire ».
Faisant suite à cet accord entre le chef de l'État et la Région, le vendredi 27 juin 2008, le conseil d'administration de la RATP a donné mandat à son président Pierre Mongin pour prendre les mesures nécessaires à une généralisation progressive des matériels roulants à deux niveaux (MI 2N) sur la ligne A du RER, permettant d'améliorer la capacité et la régularité de celle-ci.
Pour cela, la RATP a lancé en urgence une consultation auprès des industriels qui a abouti à un appel d'offres pour la commande de trente trains à deux niveaux pour un coût estimé initialement à 600 millions d'euros. Pour financer les nouveaux trains, la RATP a prévu de proposer une convention de financement au STIF pour un partage de l'investissement à 50/50 entre la RATP et le STIF, tel que l'avait proposé Jean-Paul Huchon, président du conseil régional d'Île-de-France, dans une lettre adressée à Pierre Mongin, le jeudi 26 juin 2008.

### Appel d'offres

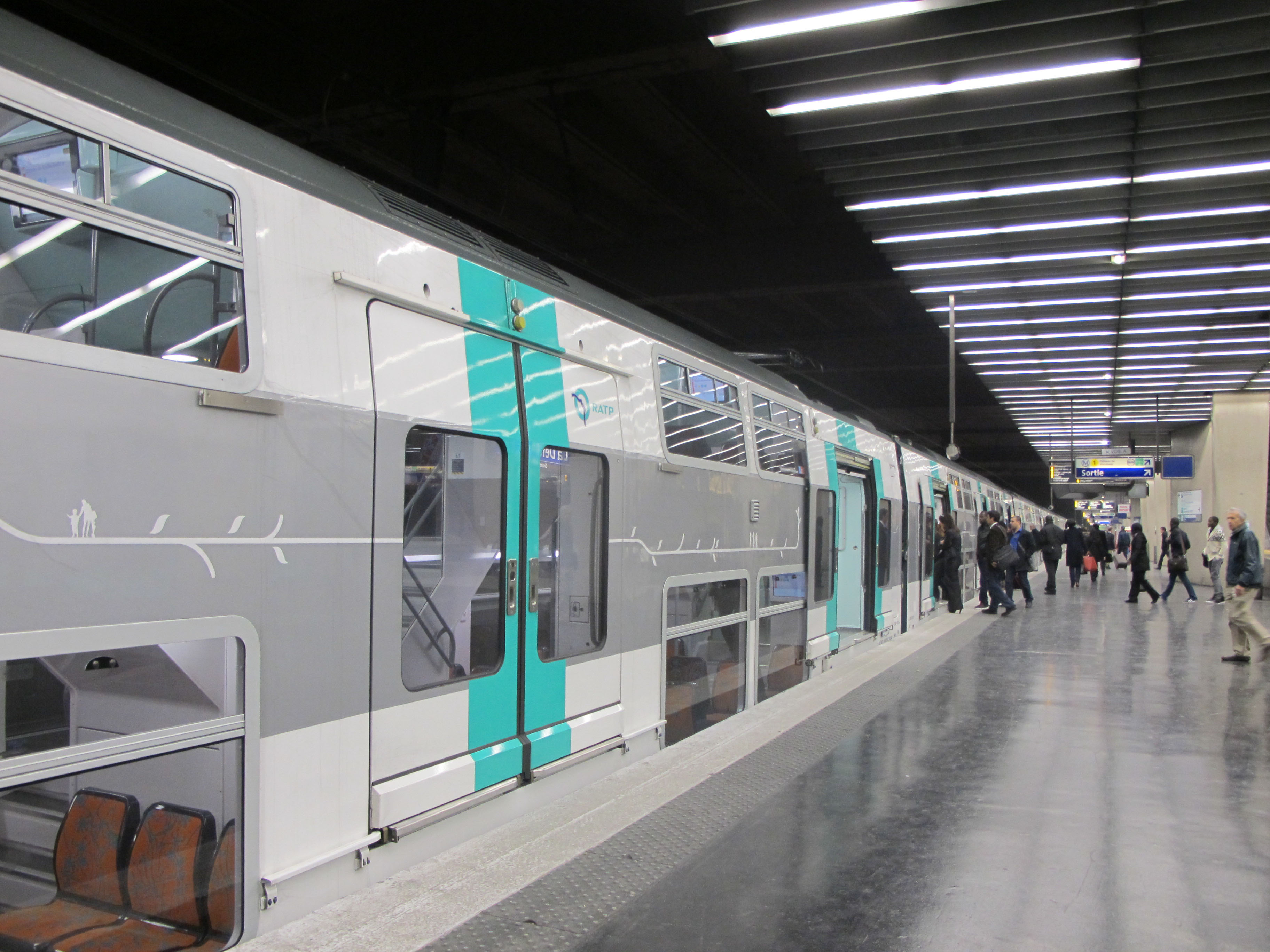
Une rame en gare de la Défense.

Grâce à ce renouvellement anticipé du matériel de la ligne A, la RATP prévoit à terme une augmentation de la capacité de 30 % sur l'ensemble de la ligne, permettant de soulager celle-ci pour une dizaine d'années supplémentaires.
La RATP a prévu, dans l'appel d'offres, que la première des trente rames à deux niveaux soit livrée à la fin 2010. Les autres seront livrées de 2011 à 2014, à raison d'un train par mois. Par ailleurs, une option pour une deuxième tranche complémentaire de trente-cinq rames entre 2014 et 2017 permettra de prévoir le renouvellement progressif de l'ensemble du matériel roulant à un niveau.
La commande ferme de 60 unités – un train peut être composé d'une unité (train court) ou de deux unités (train long) – a été annoncée le 8 avril 2009, pour un montant de 917 millions d'euros, dont 30 % financés par le STIF. Le marché total porte sur un montant de 2,5 milliards d'euros, soit 104 unités (52 trains longs) complémentaires optionnelles.
Le marché a été attribué au groupement Alstom / Bombardier, qui avait déjà construit les trains MI 2N Altéo. La part d'Alstom dans le marché représente 70 % de la commande, soit 640 millions d'euros.
Les usines d'Alstom en France concernées par le contrat des trains MI 09 sont les suivantes :
- Valenciennes, pour l'assemblage des motrices et des remorques ;
- Le Creusot, pour les bogies ;
- Ornans, pour les moteurs de traction et les alternateurs ;
- Tarbes, pour la chaîne de traction complète, les blocs électriques et les manipulateurs de traction ;
- Charleroi (Belgique), pour les convertisseurs auxiliaires ;
- Villeurbanne, pour les électroniques de commande et de contrôle ;
- Le Petit-Quevilly, pour les transformateurs de traction.

L'usine de Bombardier en France concernée par le contrat des trains MI 09 est celle de Crespin (Nord), pour l'assemblage des voitures intermédiaires.
La livraison de la première rame MI 09 est intervenue fin 2010 et la mise en exploitation commerciale a débuté le 5 décembre 2011,.

### Levée d'options
Fin juin 2012, la RATP achète 70 rames supplémentaires auprès du groupement Alstom-Bombardier pour remplacer les MS 61, dont les premières rames ont été livrées à la RATP en février 1967. La fin des livraisons des 130 rames, affectées exclusivement à la ligne A, est prévue pour 2017,.
Dix rames supplémentaires sont achetées en février 2015 ; elles seront livrées à la suite des 70 rames commandées en 2012.

### Pilotage automatique
De 2017 à 2018, Alstom Transport a équipé les 140 rames MI 09 du pilotage automatique GOA2 qui s'interface avec le système existant SACEM,,, ce qui permet de passer au niveau 2 d'automatisation sur le tronçon central, entre la gare de Nanterre-Préfecture à l'ouest et celles de Val de Fontenay et Fontenay-sous-Bois à l'est.

## Services assurés
Les rames circulent aujourd'hui sur l'ensemble des branches de la ligne A du RER d'Île-de-France.

## Caractéristiques
Le MI 09 est une évolution du MI 2N Altéo dont il reprend la plupart des caractéristiques, tout en intégrant plusieurs nouveautés.
Disposant de portes beaucoup plus larges (deux mètres) que les matériels classiques, ce matériel à deux niveaux doit permettre de maintenir les temps d'échange (montée et descente des voyageurs) tout en offrant une capacité théorique d'environ 55 % supérieure à celle des trains de type MI 84 : 2 600 voyageurs (dont 948 places assises) contre 1 684 (dont 432 places assises).
En intégrant la ligne A du RER, il est équipé du système d'aide à la conduite, à l'exploitation et à la maintenance (SACEM).
Il possède également une nouvelle motorisation plus performante avec une chaîne de traction OnIX CADIX (refroidissement par caloduc), permettant des accélérations plus nerveuses par rapport aux MI 2N Altéo, tout en étant moins volumineuse. En ce qui concerne l'acoustique, cela se traduit par un bruit totalement différent au roulement, tranchant avec les autres MI 2N qui possédaient une chaîne de traction dérivée des Z 20500.
À l'origine, le cahier des charges du MI 09 imposait que ce matériel soit couplable en unité multiple avec les MI 2N existants sur le RER A, ce qui aurait permis, pour une meilleure souplesse d'exploitation, de former un « train long » mixte composé d'un MI 2N et d'un MI 09. Les essais dynamiques ayant mis en évidence une différence de comportement lors des accélérations, cette compatibilité n'a jamais été validée pour des raisons de sécurité, la plus grande réactivité des MI 09 par rapport aux MI 2N pouvant occasionner des risques sur l'attelage automatique ainsi que sur les connexions électriques et pneumatiques. Des couplages MI 2N / MI 09 ne sont donc possibles qu'en secours.
Matériel d'interconnexion oblige, le MI 09 est bicourant et apte à circuler à la fois sous 1 500 volts et sous 25 000 volts, respectivement sur les réseaux RATP et SNCF (matériel dénommé Z 3600 en interne).

### Caractéristiques extérieures

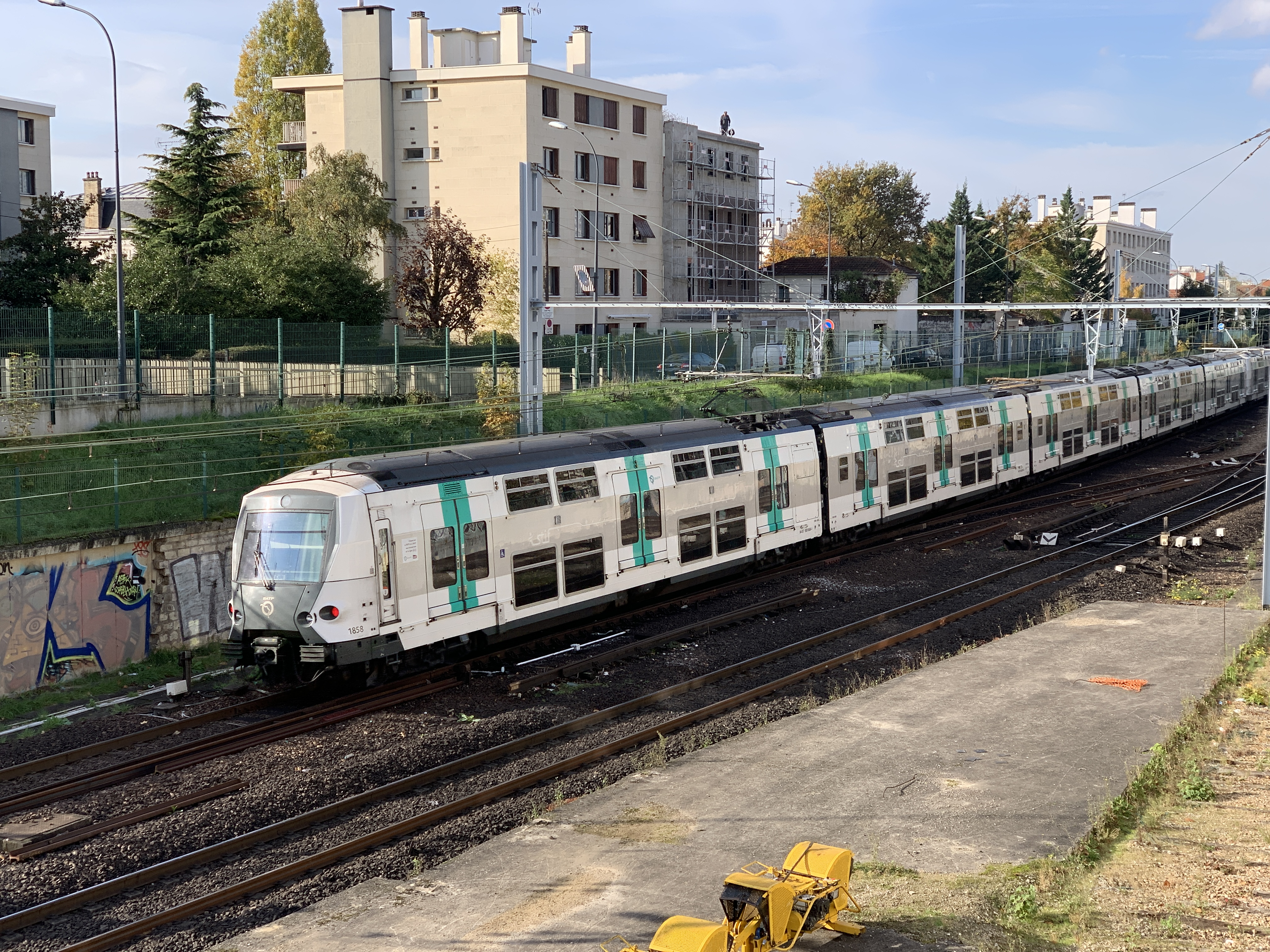
Un MI 09 partant de la gare de Fontenay-sous-Bois vers Vincennes.

Extérieurement, le MI 09 reprend la même forme générale de caisse que le MI 2N dont il découle. Il possède cependant une face avant différente, dont le design plus sculpté présente des similitudes avec celui de l'AGV d'Alstom. Elle est pourvue d'un logo RATP chromé.
Ce matériel inaugure en outre une nouvelle livrée extérieure, conforme à la nouvelle charte graphique du STIF. Cette livrée, associant un bandeau horizontal gris métallisé dit « vif-argent » (couleur du STIF) à des bandes verticales vert jade (couleur de la RATP) dans l'axe des portes, rompt avec la livrée « Île-de-France » aux coloris bleus et rouges appliquée aux MI 2N. Elle sera reconduite par la suite aux MF 01 de la ligne 9 du métro ainsi qu'aux 14 derniers MP 05 livrés sur les lignes 1 et 14.

### Caractéristiques intérieures
L'aménagement intérieur du MI 09 reprend l'essentiel des formes du MI 2N Altéo, mais les couleurs ont été repensées afin d'apaiser l'ambiance tout en la modernisant. Si la teinte générale des parois reste le blanc, le saumon laisse sa place à un vert menthe très pâle, tandis que les sièges, de forme identique à ceux des MI 2N Altéo, abandonnent le gris au profit d'un revêtement coloré en rouge ou en orange, réparti de façon asymétrique dans chaque espace et orné de motifs floraux bleus irréguliers. Seule la coque anti-usure conserve sa teinte gris foncé d'origine.
La disposition des places assises est identique à celle des MI 2N Altéo des seconde et troisième tranches, c'est-à-dire en 2+2. Les barres anti-colis suspect situées en dessous sont supprimées, facilitant ainsi le nettoyage des planchers. En outre, grâce à la nouvelle motorisation, la diminution du volume occupé par les armoires électriques aux extrémités des motrices procure un gain de place sur la plupart des plateformes d'accès, ce qui a permis l'ajout de sièges supplémentaires notamment pour les personnes à mobilité réduite.
Afin d'optimiser l'efficacité de l'éclairage, les luminaires éclairant les plates-formes au niveau des portes d'accès ont été revus, avec des lampes en forme de disques circulaires de deux tailles différentes au lieu des luminaires rectangulaires habituels.

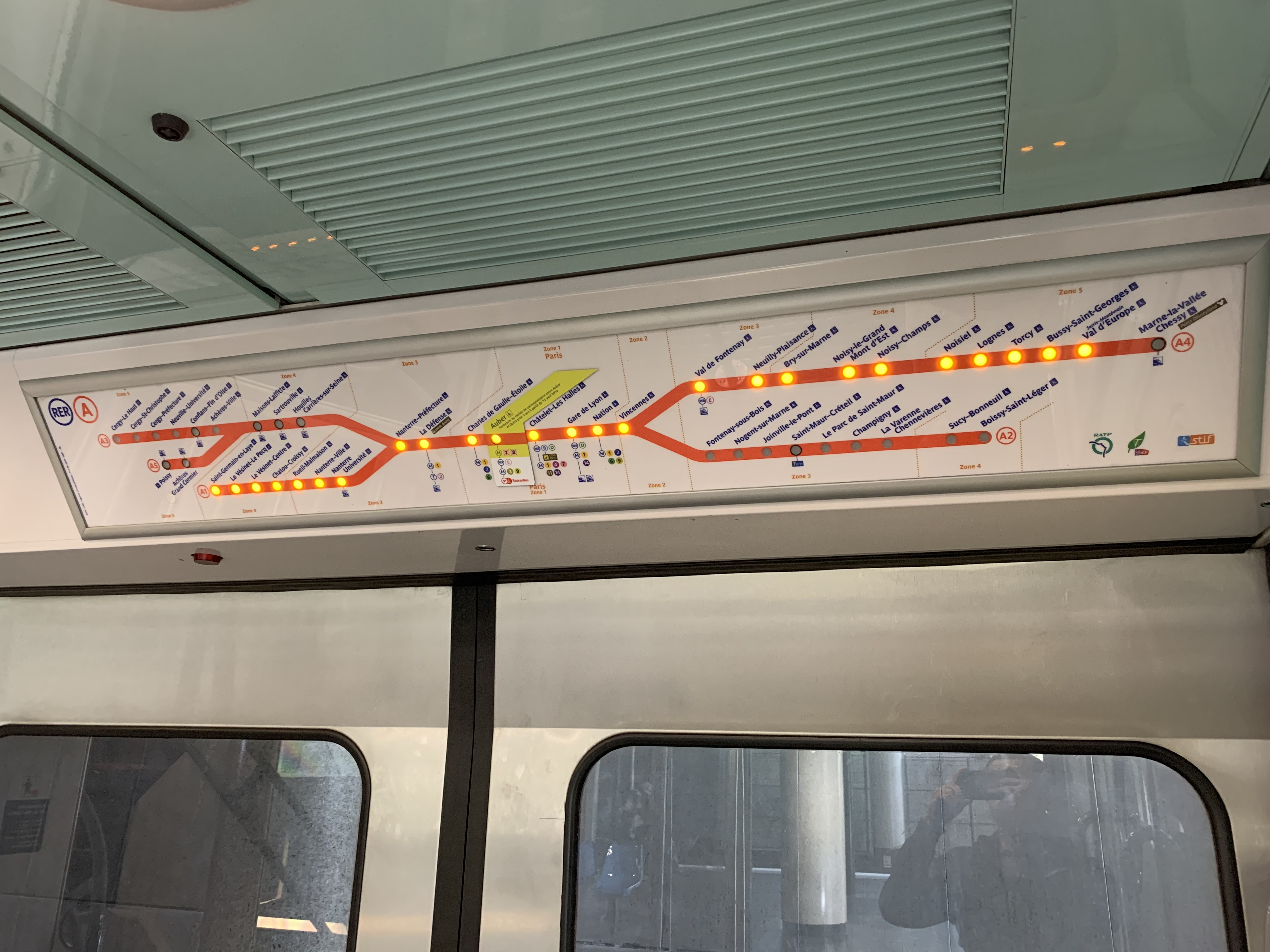
Plan lumineux de la ligne A du RER au-dessus d'une porte.

Concernant les équipements voyageurs, le MI 09 est doté d’un système de vidéosurveillance, ainsi que du système d'informations sonores et visuelles embarqué (SISVE), déjà présent dans les MI 2N Altéo. Ce dernier est complété de nouveaux écrans LCD d'une taille de 19 pouces, disposés au nombre de deux dans chaque salle inférieure et supérieure, à proximité des escaliers d'accès. Ils renseignent les voyageurs sur la destination du train, les gares desservies ainsi que les correspondances à chaque arrêt (hors lignes de bus). Ils constituent un complément aux plans SISVE placés au-dessus des portes, en palliant leur manque de visibilité depuis les étages. Afin d'améliorer le confort thermique en été, la ventilation réfrigérée est également reconduite. Certaines rames disposent en outre d'un dispositif de comptage des voyageurs.

## Galerie de photographies

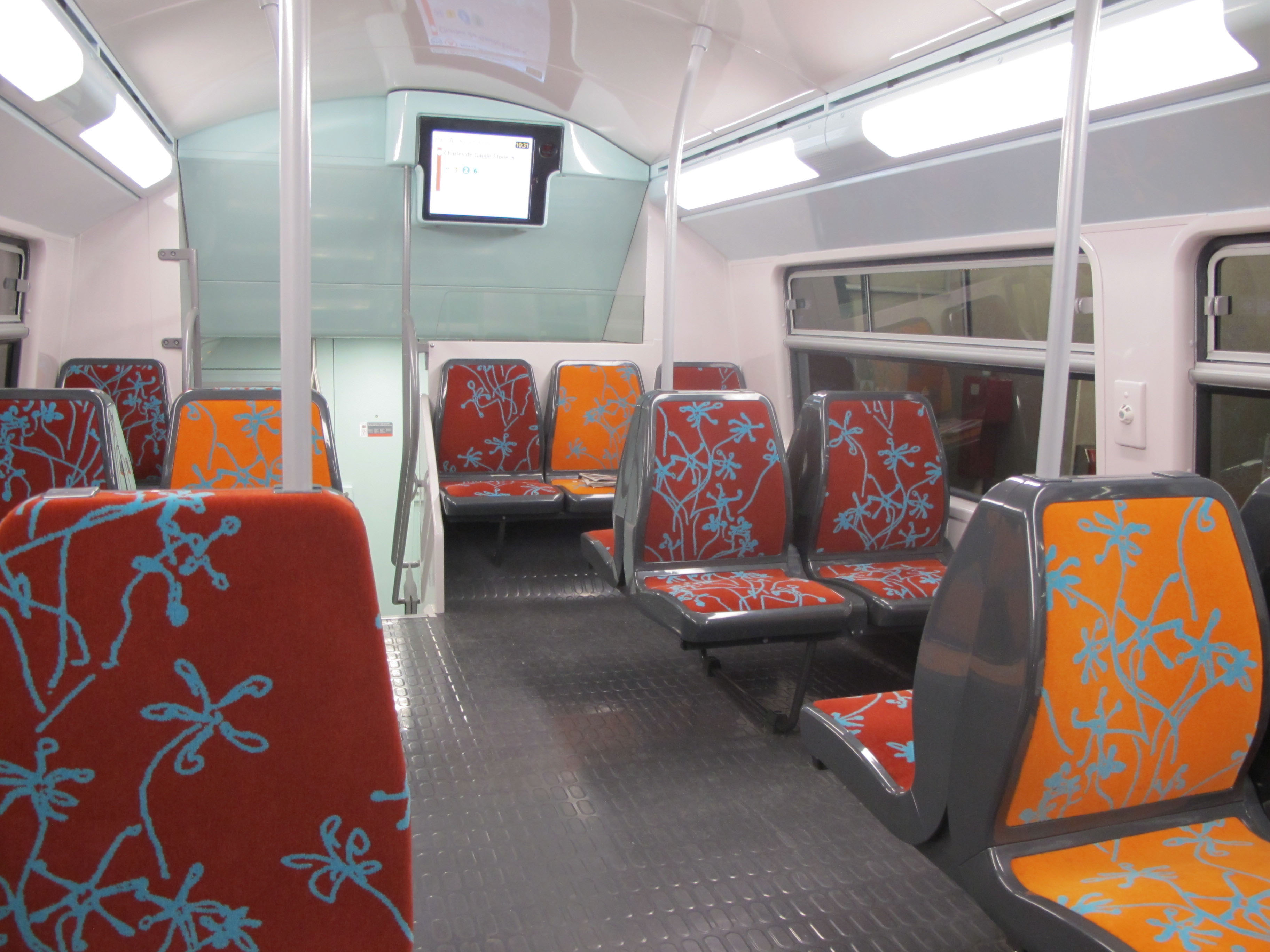
Intérieur d'une voiture en salle haute.
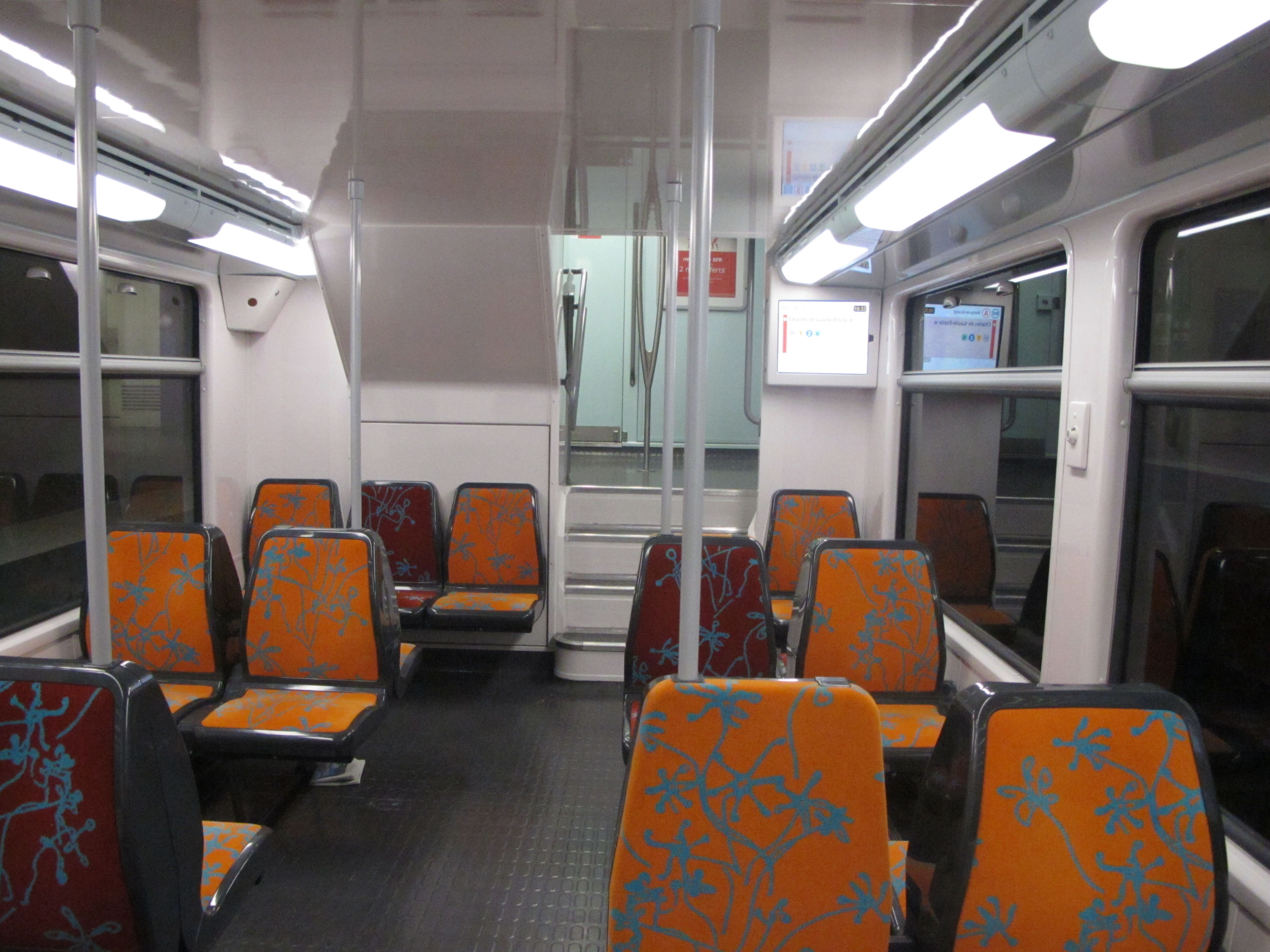
Intérieur d'une voiture en salle basse.
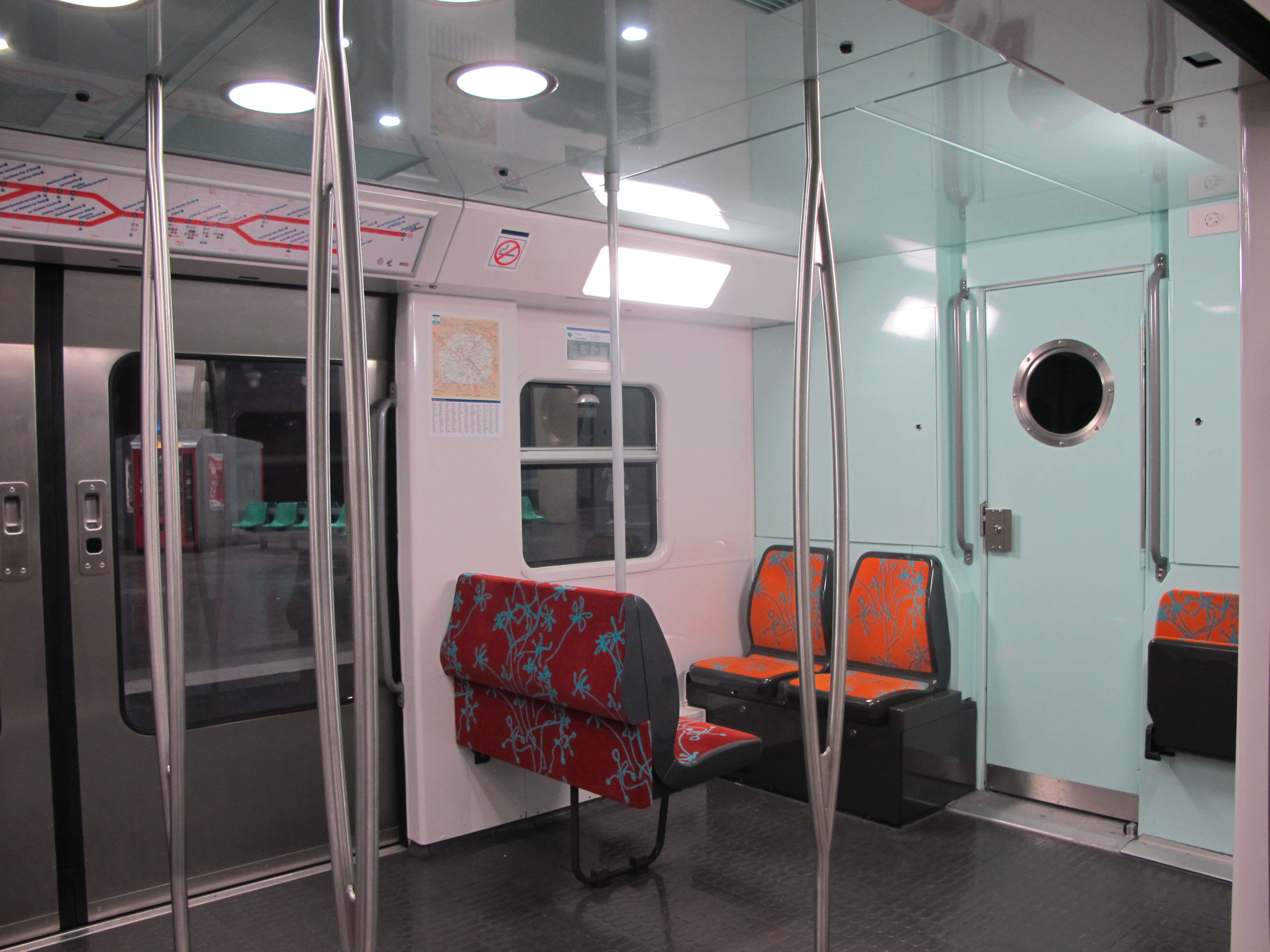
Configuration d'une plateforme.
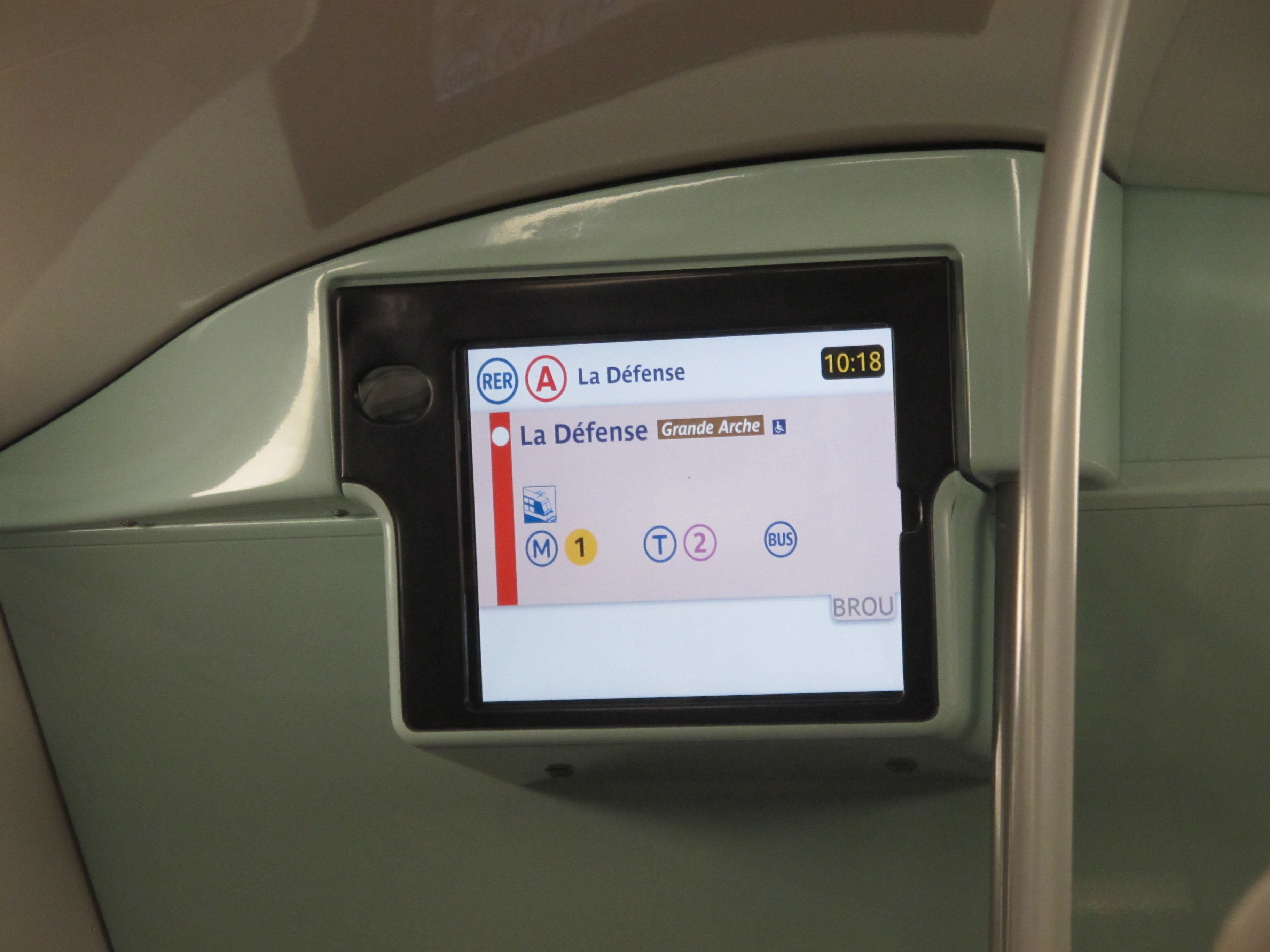
Écran d'information voyageurs.
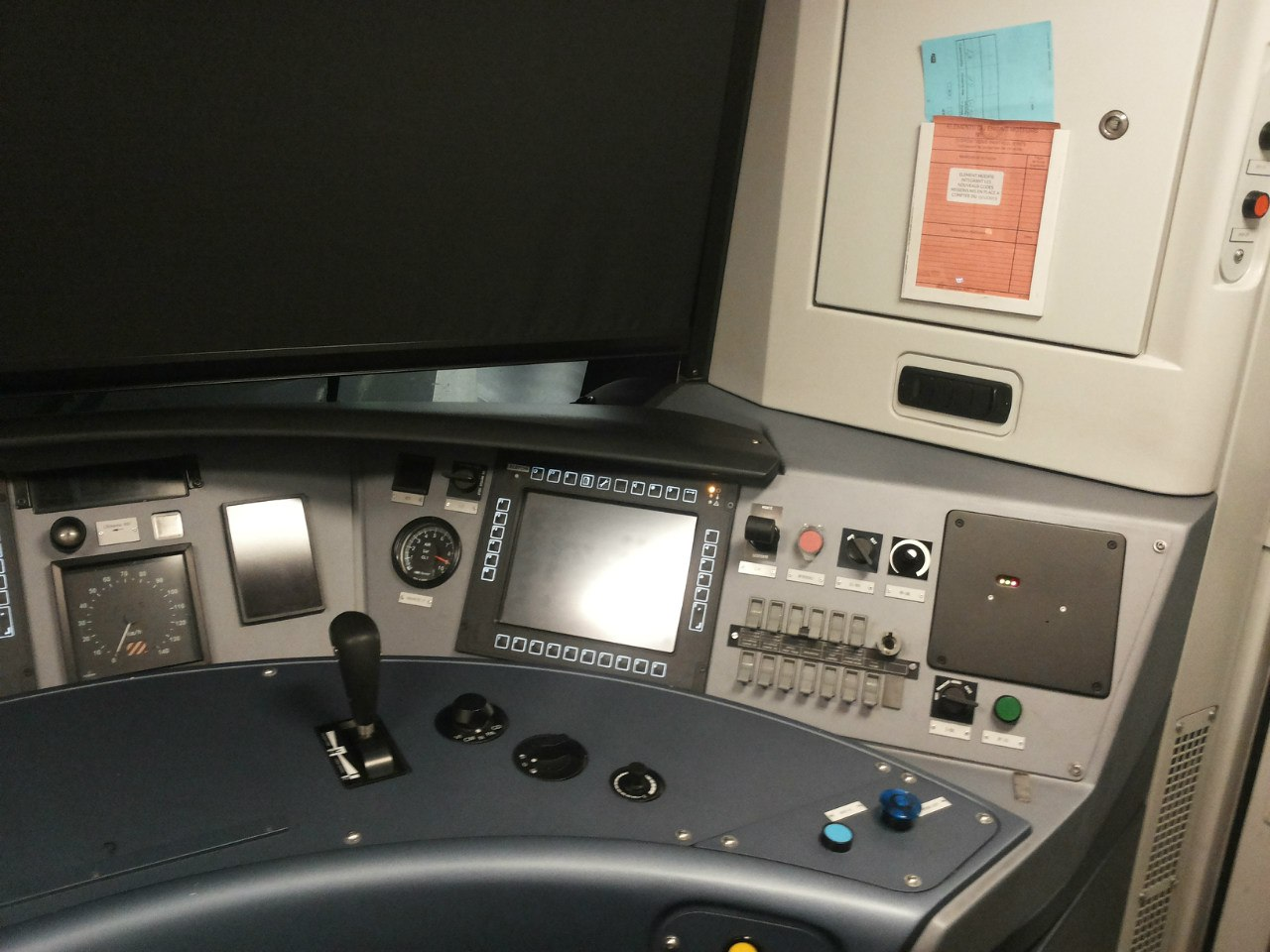
Cabine de conduite.
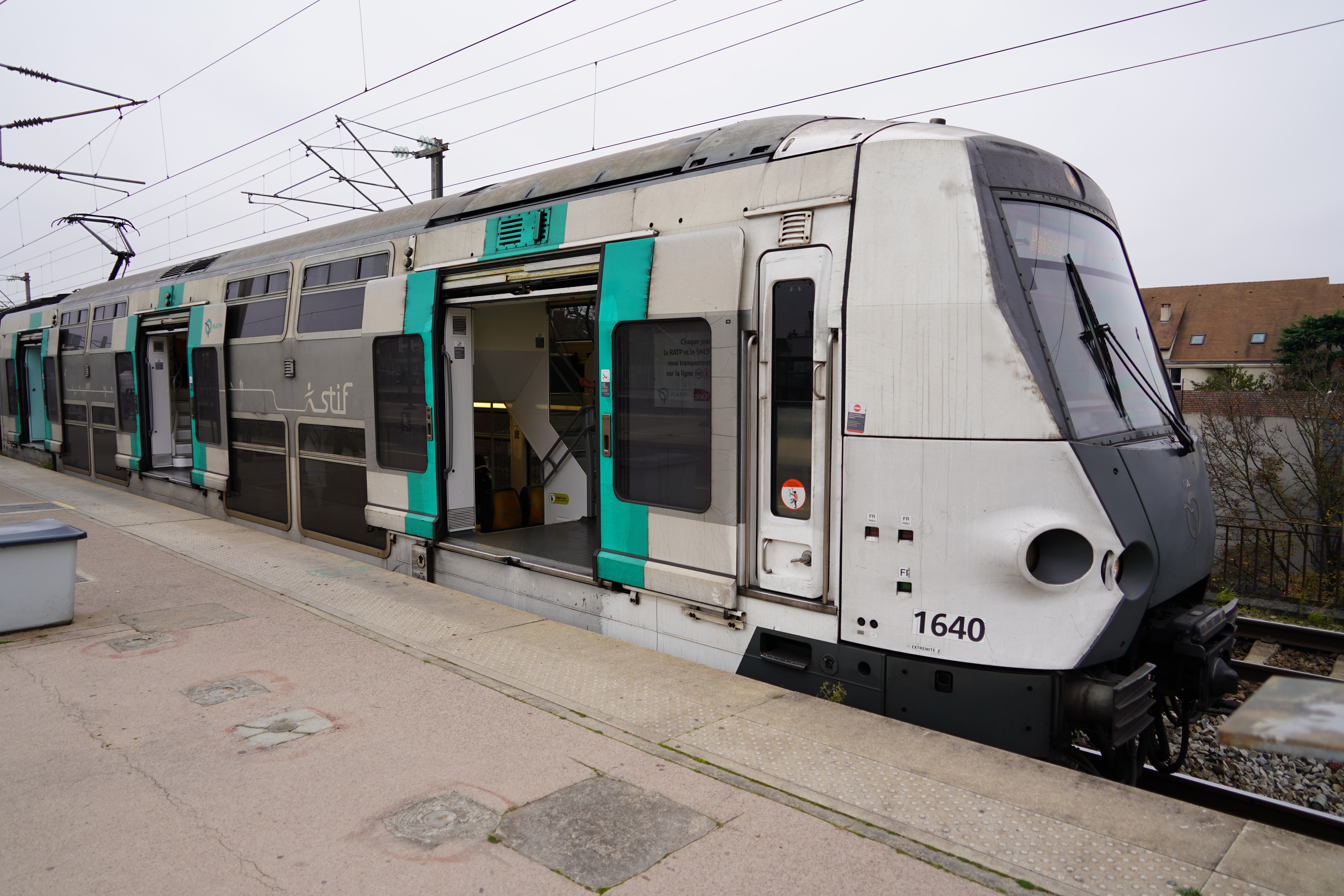
Un MI 09 à Sartrouville
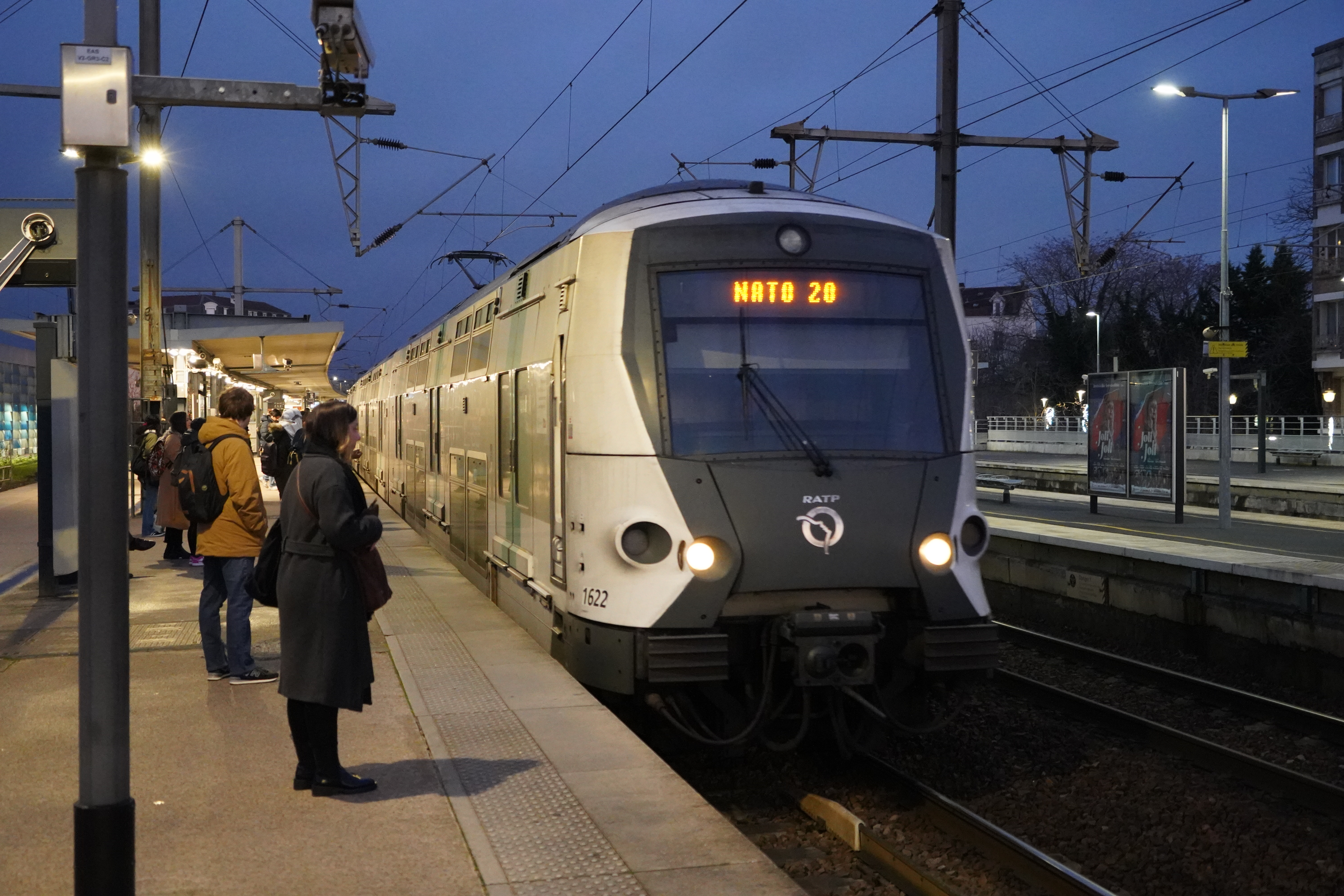
Un MI 09 en gare de Houilles - Carrières-sur-Seine
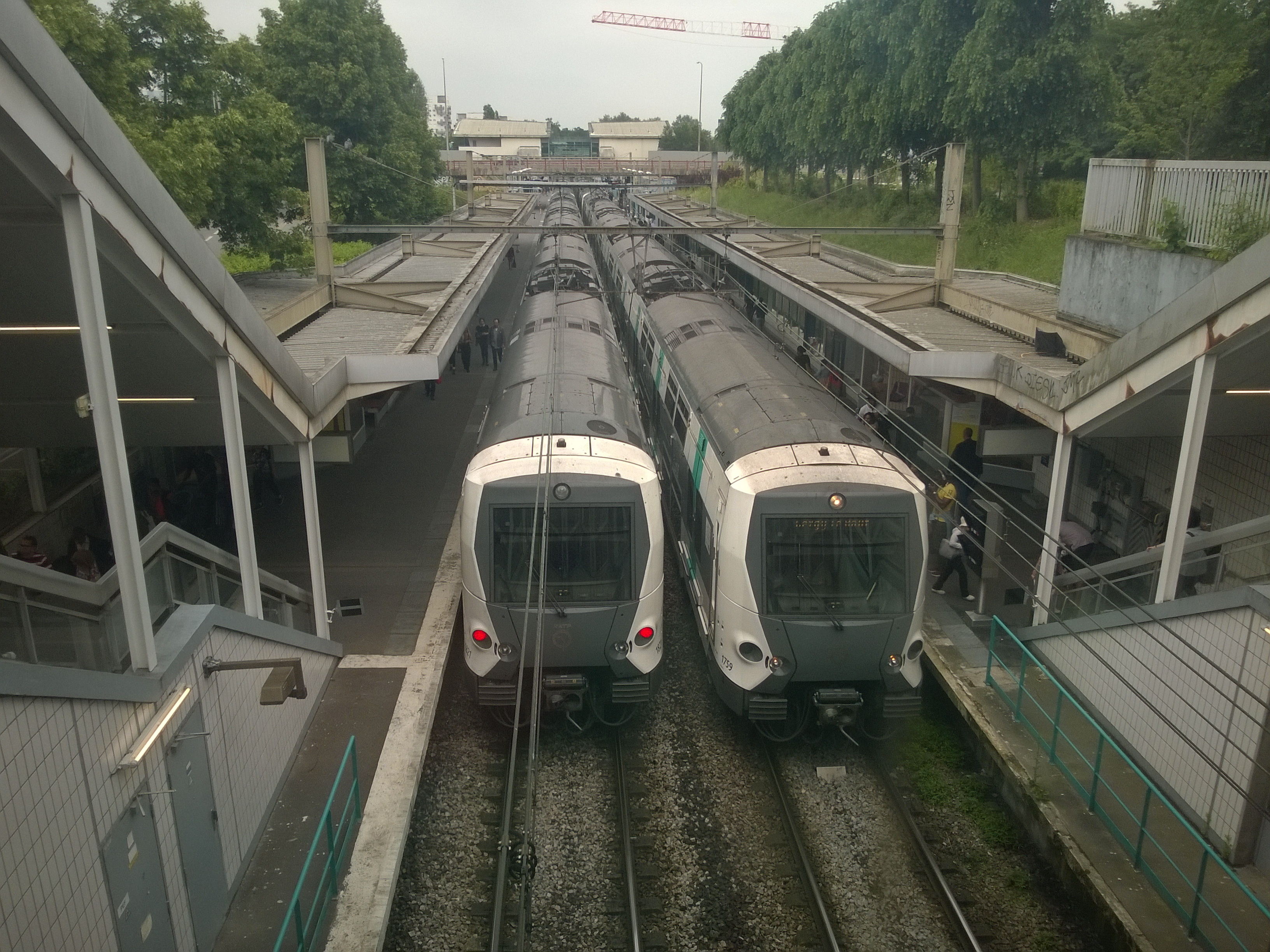
Deux MI 09 à Noisy - Champs